# Заповідний
Запові́дний (рос. Заповедный) — селище у складі Бузулуцького району Оренбурзької області, Росія.

## Населення
Населення — 57 осіб (2010; 72 у 2002).
Національний склад (станом на 2002 рік):
- росіяни — 89 %